# Chiesa di San Giuseppe al Lagaccio
La chiesa di San Giuseppe al Lagaccio è un luogo di culto cattolico Italiano, situato nel comune di Genova, presso il quartiere del Lagaccio. La parrocchia di San Giuseppe al Lagaccio fa parte del vicariato di san Teodoro dell'arcidiocesi di Genova.
L'edificio è fra quelli sottoposto a vincolo di tutela dalla soprintendenza per la rilevanza storico-culturale.

## Storia

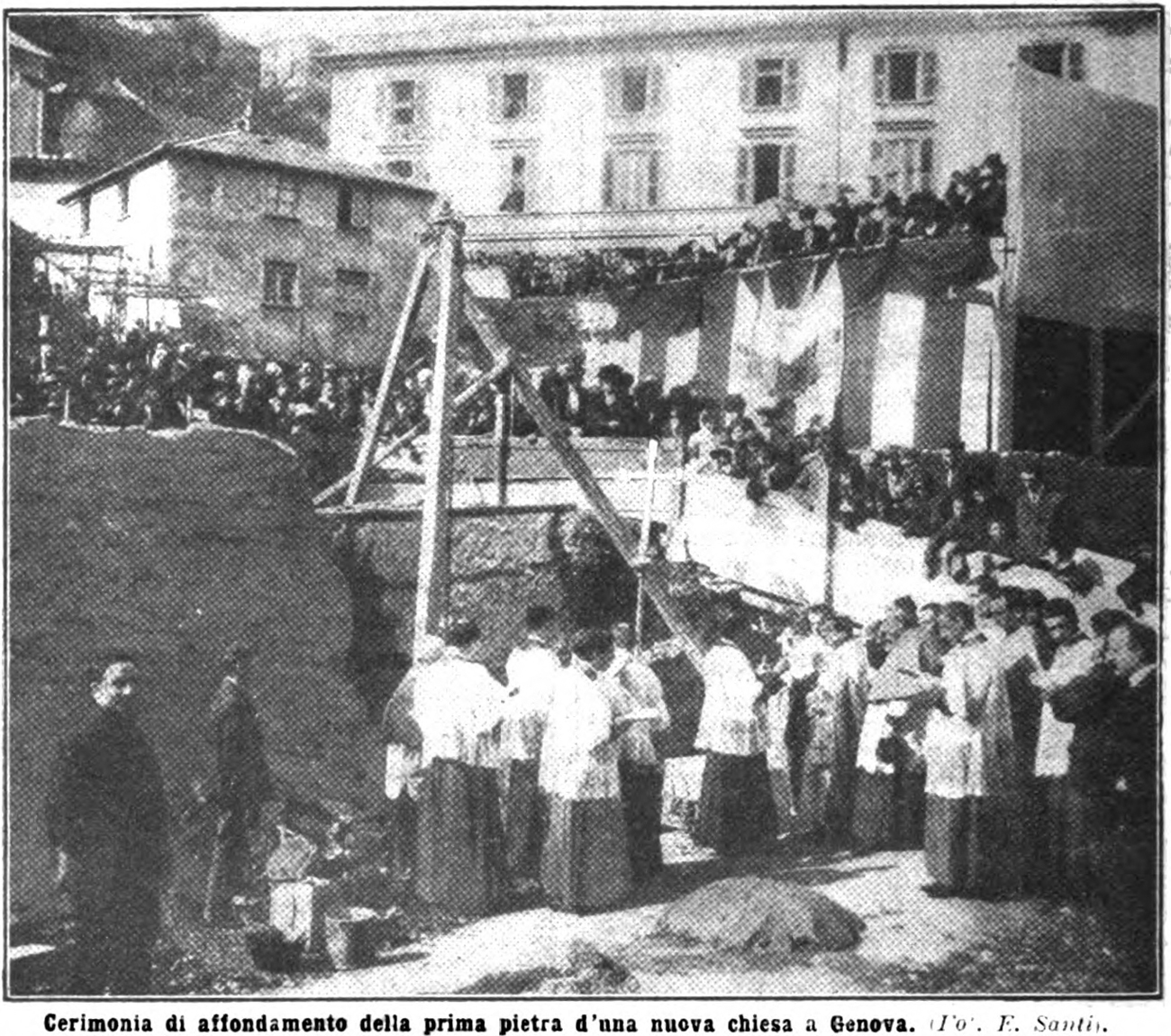
La chiesa in occasione della posa della prima pietra nel 1913 (da La Domenica del Corriere)

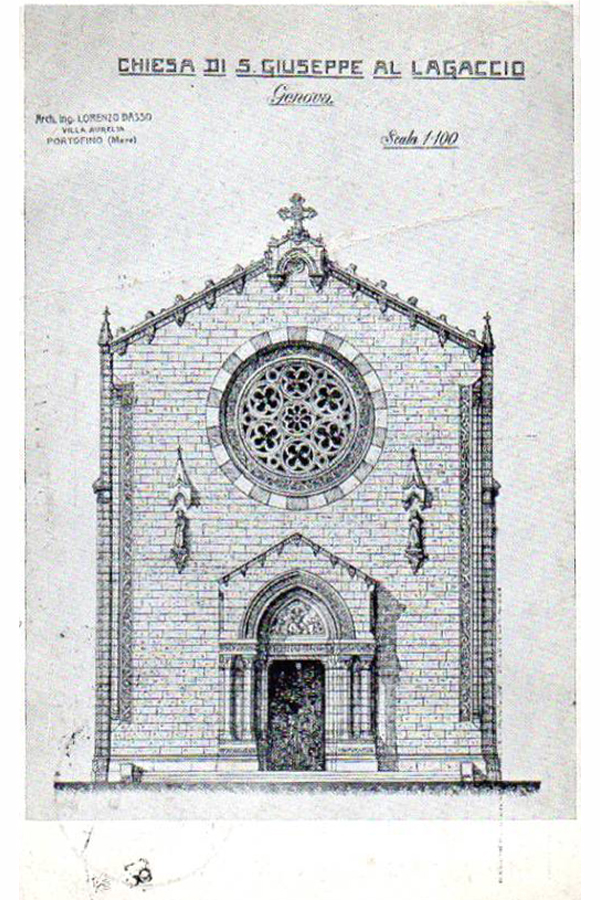
Il progetto architettonico dell'ingegnere Lorenzo Basso

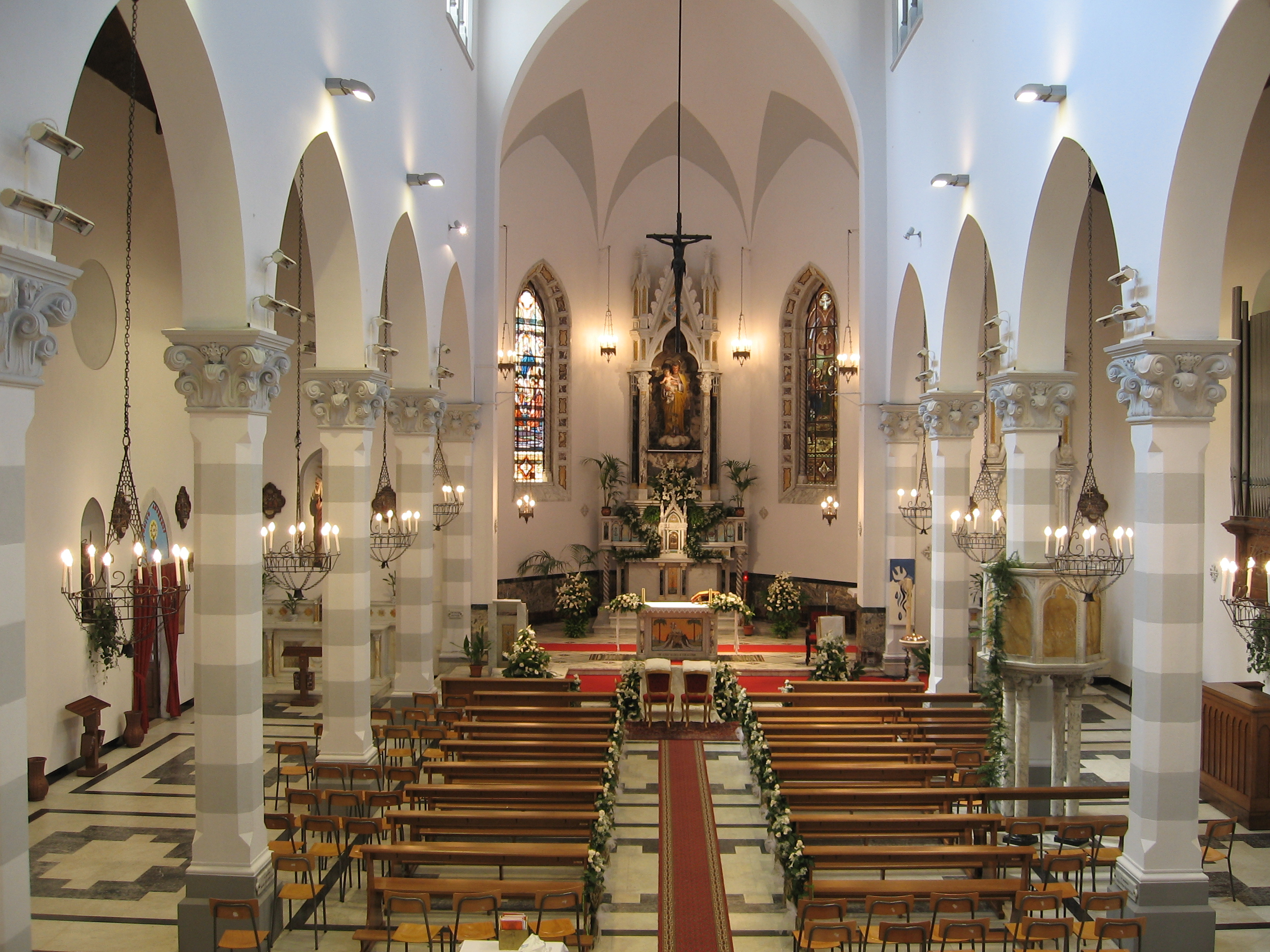
La navata centrale della chiesa coi colonnati laterali

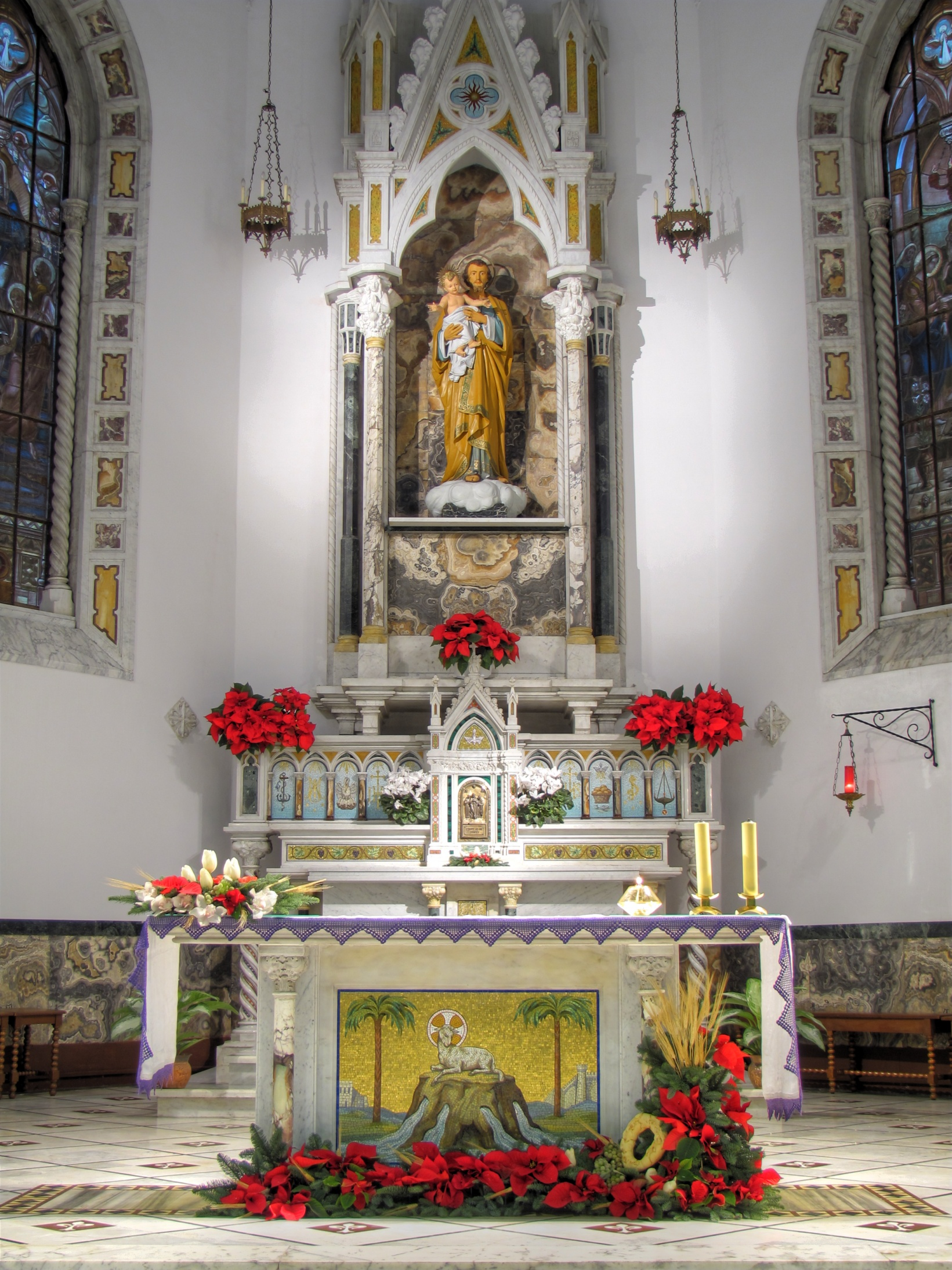
L'altare maggiore con decorazioni floreali

Sino alla prima metà dell'Ottocento, la valle del rio San Tomaso (poi Lagaccio) era prevalentemente incontaminata, con poche case concentrate nella parte inferiore. Nella parte a monte vi era un lago (creato nel 1539 sbarrando il rio), mentre nella parte più bassa un antico polverificio - a servizio del sottostante Palazzo del Principe - edificato dalla Repubblica di Genova alla metà del XVII secolo, e poi convertito nel XIX secolo nella Caserma Gavoglio e nel 2022 in parco pubblico. L'area più a valle, già nel XIX secolo aveva iniziato l'urbanizzazione, in particolare con un compatto nucleo di edifici risalenti alla seconda metà del XIX secolo, fra i quali, nel 1875, la grande casa operaia voluta dal duca Raffaele De Ferrari, all'incrocio delle successive via Adamo Centurione e via del Lagaccio.
A cavallo fra l'Ottocento e il Novecento, l'aumentata popolazione locale manifestò la necessità dell'edificazione di un luogo di culto nel quartiere. Promotore del progetto fu l'arcivescovo Edoardo Pulciano, che il primo maggio del 1903 consacrò una cappella più antica già presente in loco. Poco dopo, la marchesa Giulia Cattaneo della Volta, vedova di Gaetano Cambiaso, donò uno dei terreni fra i suoi possedimenti; i lavori per la costruzione della nuova chiesa poterono quindi iniziare, con la posa della prima pietra il 19 marzo 1913, insieme alla quale furono posate una medaglia raffigurante il Papa, una moneta raffigurante Vittorio Emanuele III e una tavoletta con una iscrizione in latino del liturgista Mario Righetti.
Il progetto fu affidato all'architetto ingegnere Lorenzo Basso, già progettista in vari edifici sacri in Italia (fra i quali il Sacro Cuore di Ancona, San Pancrazio di Piacenza, San Giovanni Battista della Spezia, Sant'Ambrogio di Bargagli, Madonna di Guadalupe, San Rocco di Vernazza) che, con uno spazio iniziale di 600 metri quadrati, concepì un edificio che la stampa dell'epoca definì un «tempio di austero e bellissimo stile».
Papa Benedetto XV finanziò con 50 000 lire la costruzione della cripta. Per l'aumentata popolazione, presto si resero necessari lavori di ampliamento, sospesi temporaneamente durante la prima guerra mondiale, ripresi nel 1919 e terminati nel 1920 alla presenza del vescovo Giacomo Maria De Amicis.
Fra il 1924 e il 1925 la chiesa fu ulteriormente ampliata e divenne vicaria autonoma, mentre il 12 gennaio 1926 con Regio decreto la chiesa fu eretta a parrocchia autonoma con il titolo di prevostura, su ordinazione dell'arcivescovo Carlo Dalmazio Minoretti. Nel 1935 fu aggiunto il nuovo altare maggiore in marmo policromo. Presso la chiesa, negli anni '30 del Novecento, studiò Vito Elio Petrucci, e qui partecipò anche all'Azione Cattolica.
Durante la seconda guerra mondiale la chiesa fu gravemente danneggiata in seguito al bombardamento dell'8 agosto 1943, e successivamente restaurata.
Nel 1995 venne installato un nuovo altare maggiore, in posizione rialzata, con una mensa in marmo e una struttura di sostegno in bassorilievo a mosaico dorato dell'Agnello del nuovo testamento.
Gli interni videro un intervento di restauro nel 2006, su progetto di Roberto Rossi, con rifinitura delle pareti e trattamento degli elementi in legno. Fu inoltre ampliata la porta della sacrestia. Nello stesso anno, la parrocchia venne menzionata nel libro Insegnamenti di Benedetto XVI, scritto dal Papa nel 2006.
Nel 2011 vennero sottoposte a restauro le statue di San Giuseppe, della Madonna, di San Francesco da Paola, di sant'Antonio da Padova, e della Madonna di Lourdes; i restuari delle statue furono effettuati da Galise Gennaro, l'anno successivo fu installata una rampa per l'accesso disabili.
In occasione del centenario dalla fondazione della chiesa, nel 2013 è stata celebrata la ricorrenza alla presenza del cardinale Angelo Bagnasco.

## Descrizione

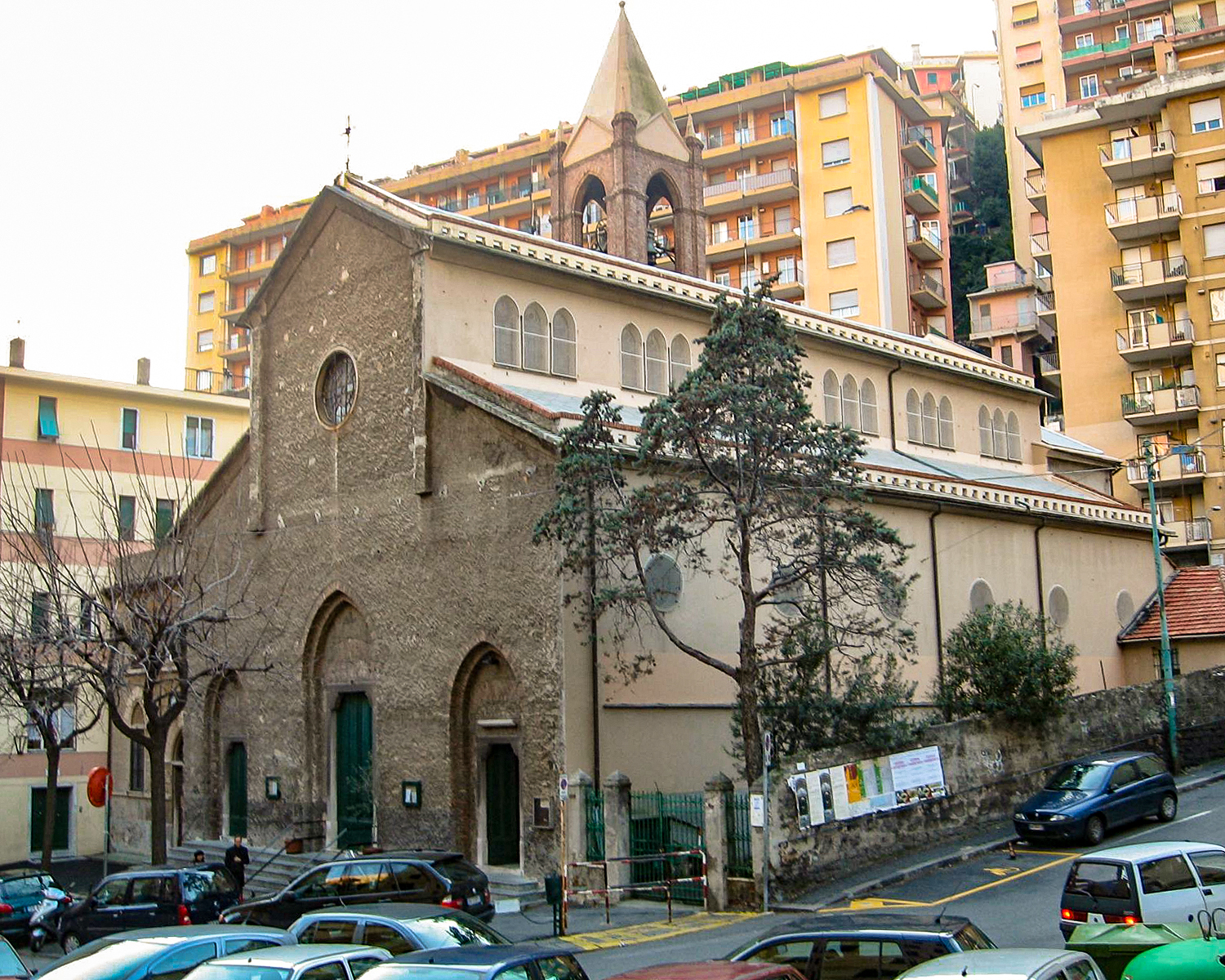
Il complesso architettonico, col campanile sul retro

La struttura è in pietra e laterizio. La pianta è a basilica, con tre navate sostenute da una successione di colonne bicrome a pianta quadrata con capitelli corinzi, legate fra di esse da una serie di archi a sesto acuto. Le navate laterali sono lineari, mentre quella centrale culmina con un'abside poligonale in cui è collocato l'altare maggiore. Posteriormente è collocato il campanile, a base quadrata e con cuspide a piramide.
La chiesa presenta una facciata a salienti, ed è edificata in stile neoromanico. Frontalmente sono collocate tre aperture a portale, due laterali minori, una centrale maggiore, tutte con strombatura ad arco acuto. Sopra al portale maggiore, in posizione simmetrica centrale, è presente un oculo circolare con la funzione di illuminazione della navata centrale. Simili finestre circolari sono installate simmetricamente sulle due facciate laterali. La facciata frontale ha una finitura al grezzo, che nel progetto originale, pensato prima delle ristrettezze economiche successive alla guerra, prevedeva l'installazione di un rivestimento a liste o scandole (probabilmente in ardesia, marmo o pietra). Il tetto è a falde inclinate in ardesia e coppi in laterizio. La copertura è a capriate in legno.
Gli interni presentano una pavimentazione con motivi geometrici in marmo policromo alternato, bianco, nero e grigio. Sono inoltre presenti vetrate istoriate. Sul lato destro è presente un organo, le cui imponenti canne sono poste sopra al portale centrale. Accanto all'organo è presente un pulpito marmoreo.
Fra gli oggetti liturgici della chiesa, due sono segnalati per rilevanza storica nel Catalogo generale dei Beni Culturali del Ministero della Cultura:
- uno stendardo processionale di manifattura ligure, in tela, seta, gros de Tours, ricamo a filo d'argento, doratura, lavorazione a fuselli e pittura a olio.[21]
- un ostensorio cesellato in argento, doratura, smalto, pietra e cristallo, di manifattura milanese.[22]

## Galleria d'immagini

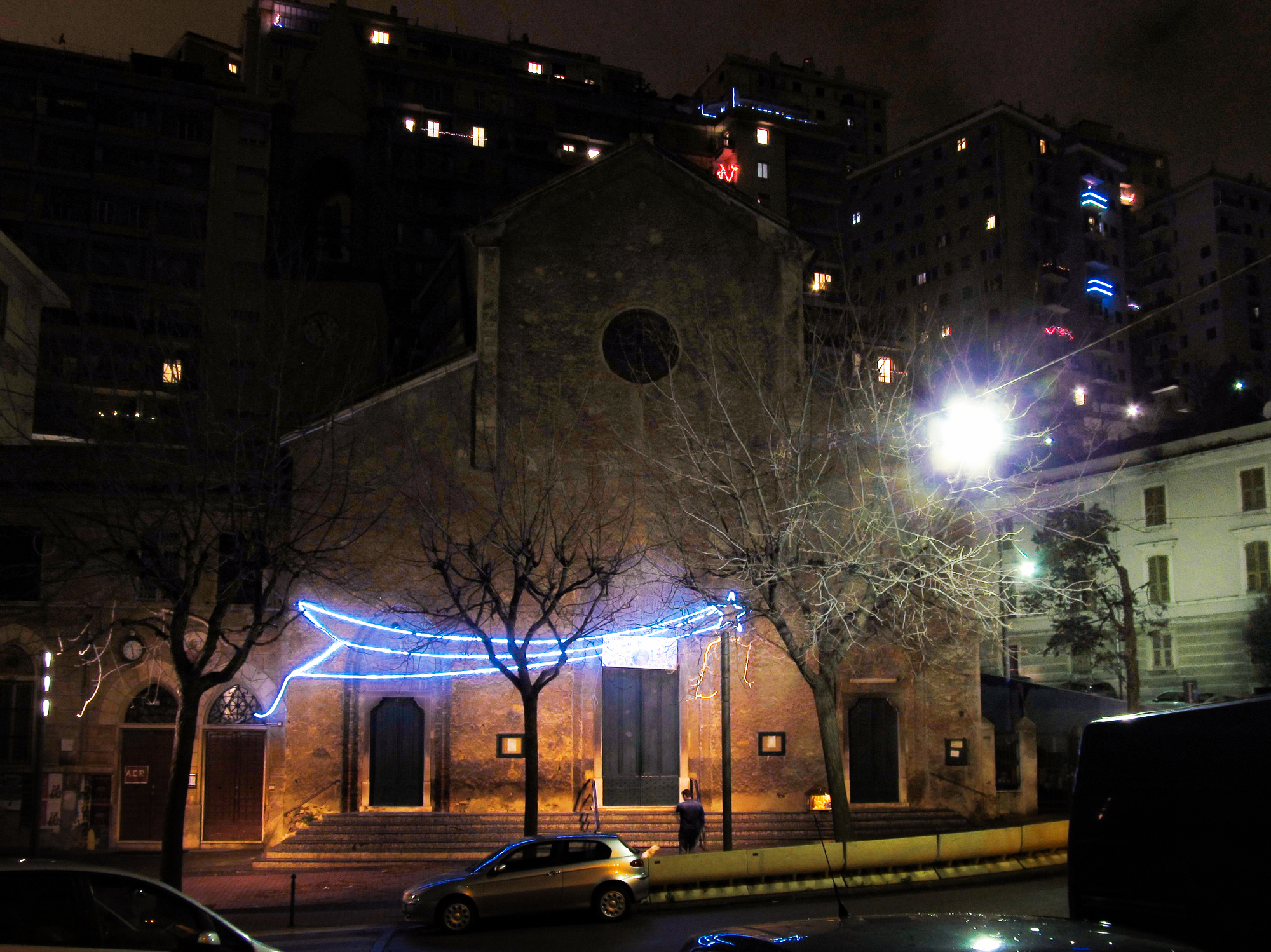
Una foto notturna della facciata
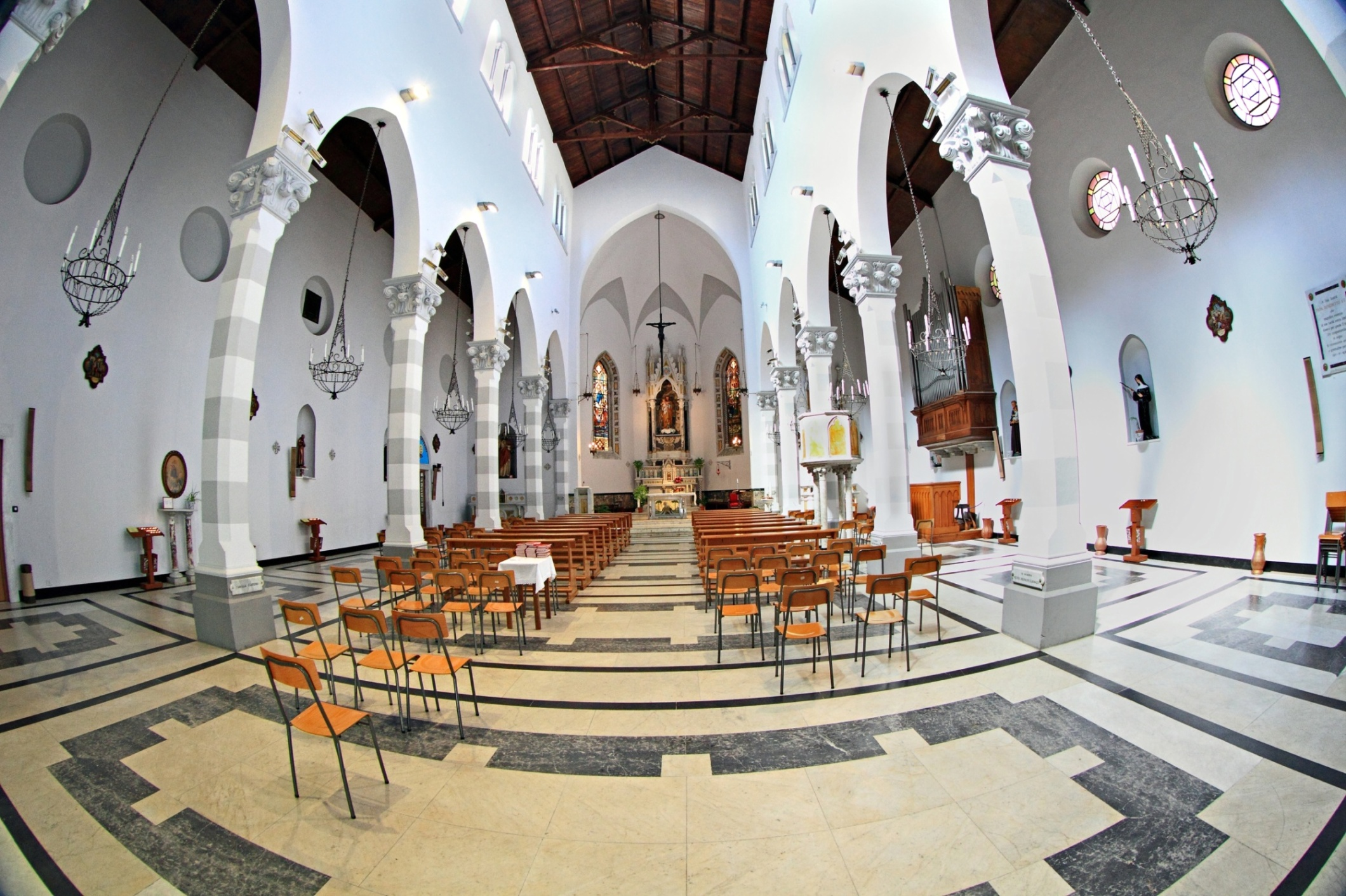
Una foto grandangolare da cui è visible la maggioranza degli elementi della chiesa
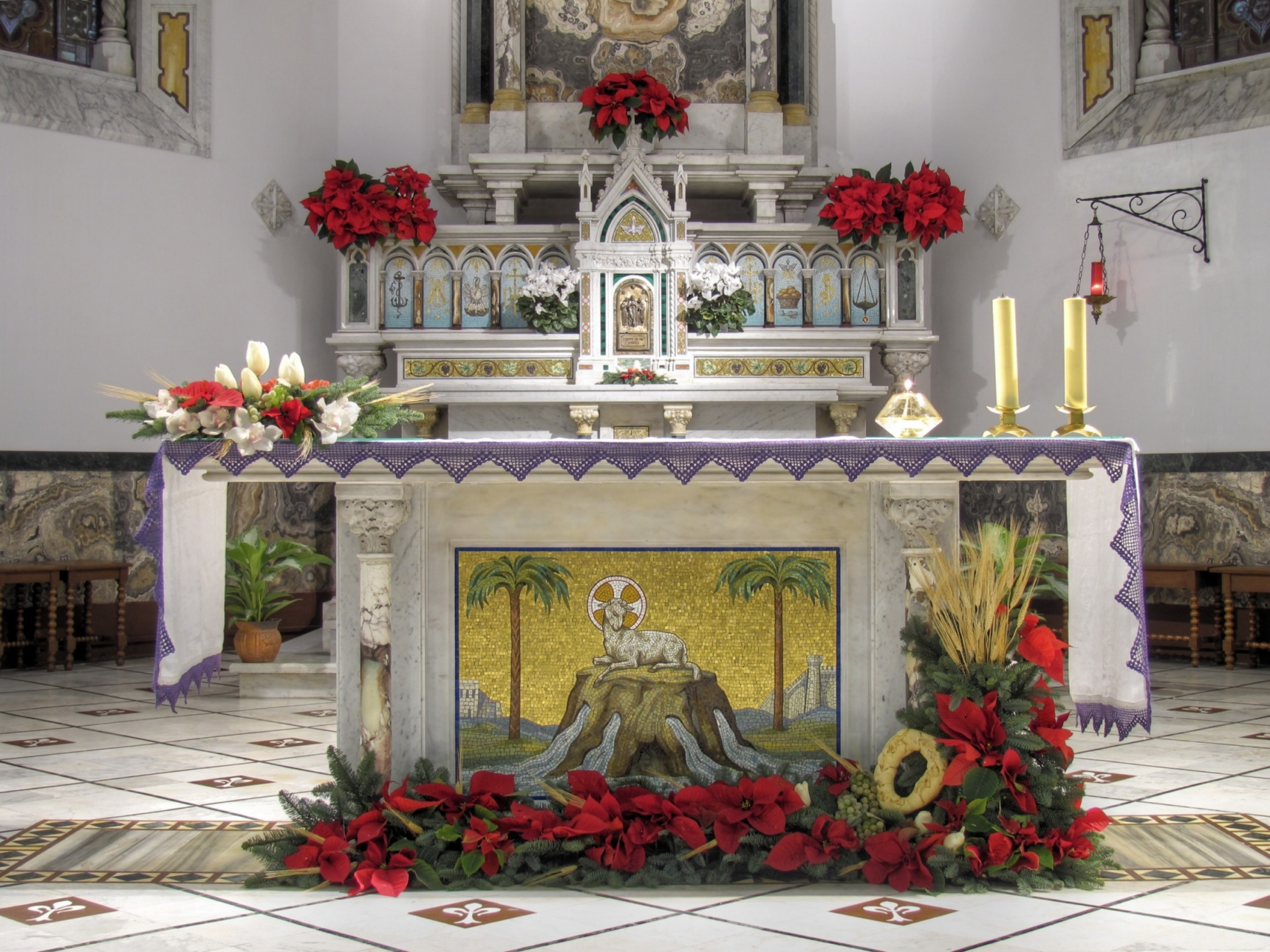
L'altare maggiore in marmo e bassorilievo mosaicato
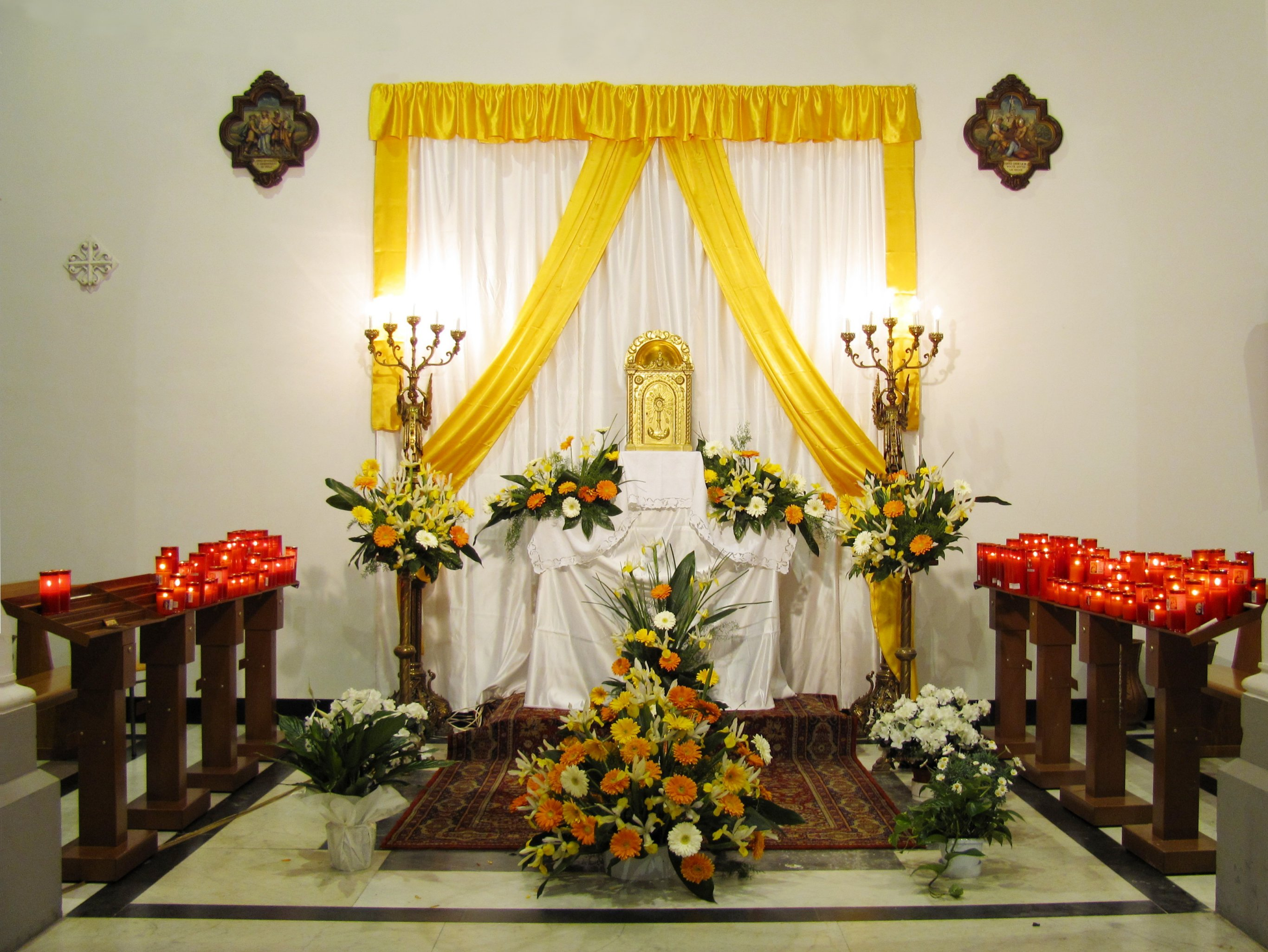
L'altare della reposizione
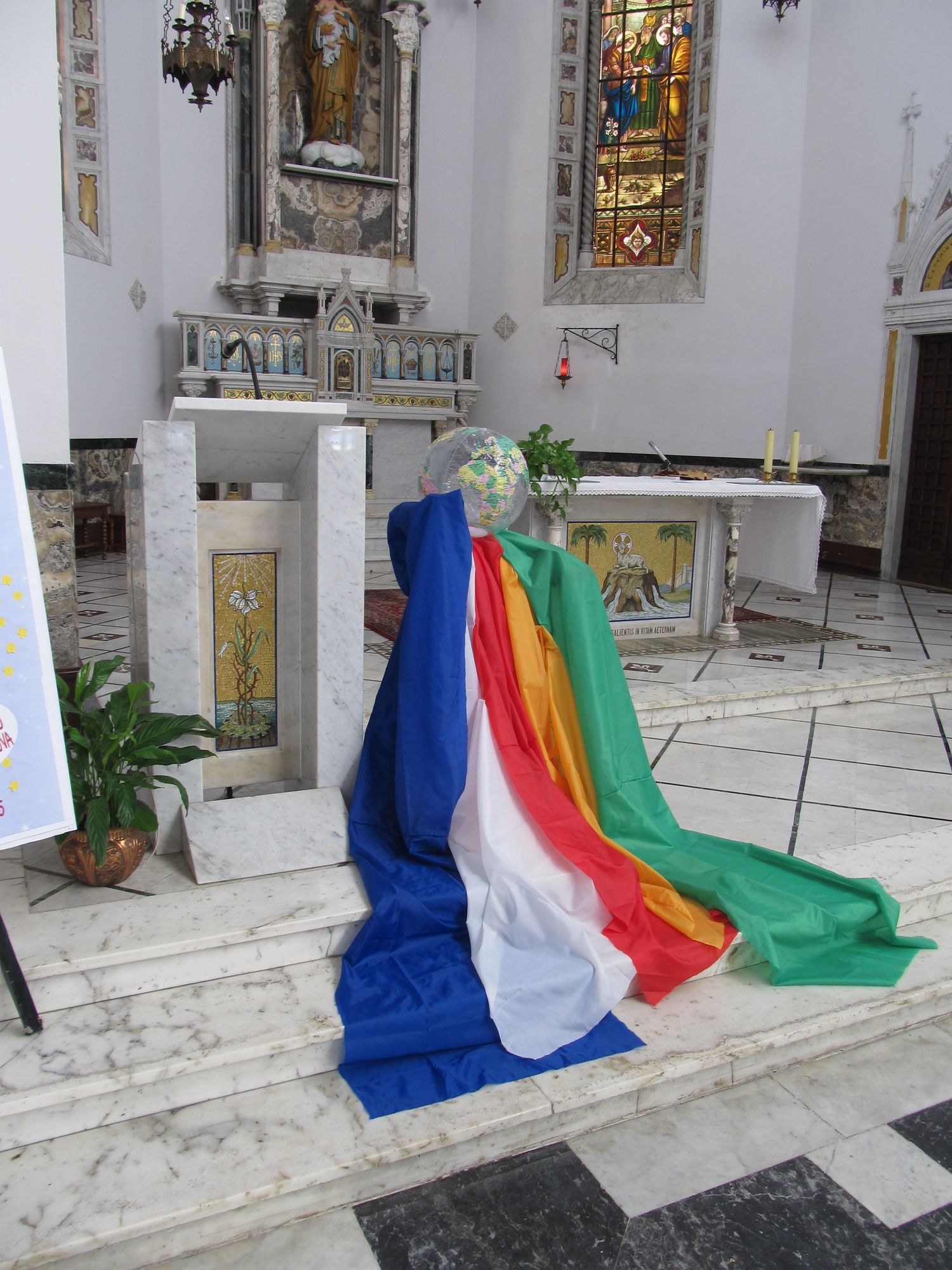
L'ambone in marmo con alle spalle le finestre con vetrate istoriate
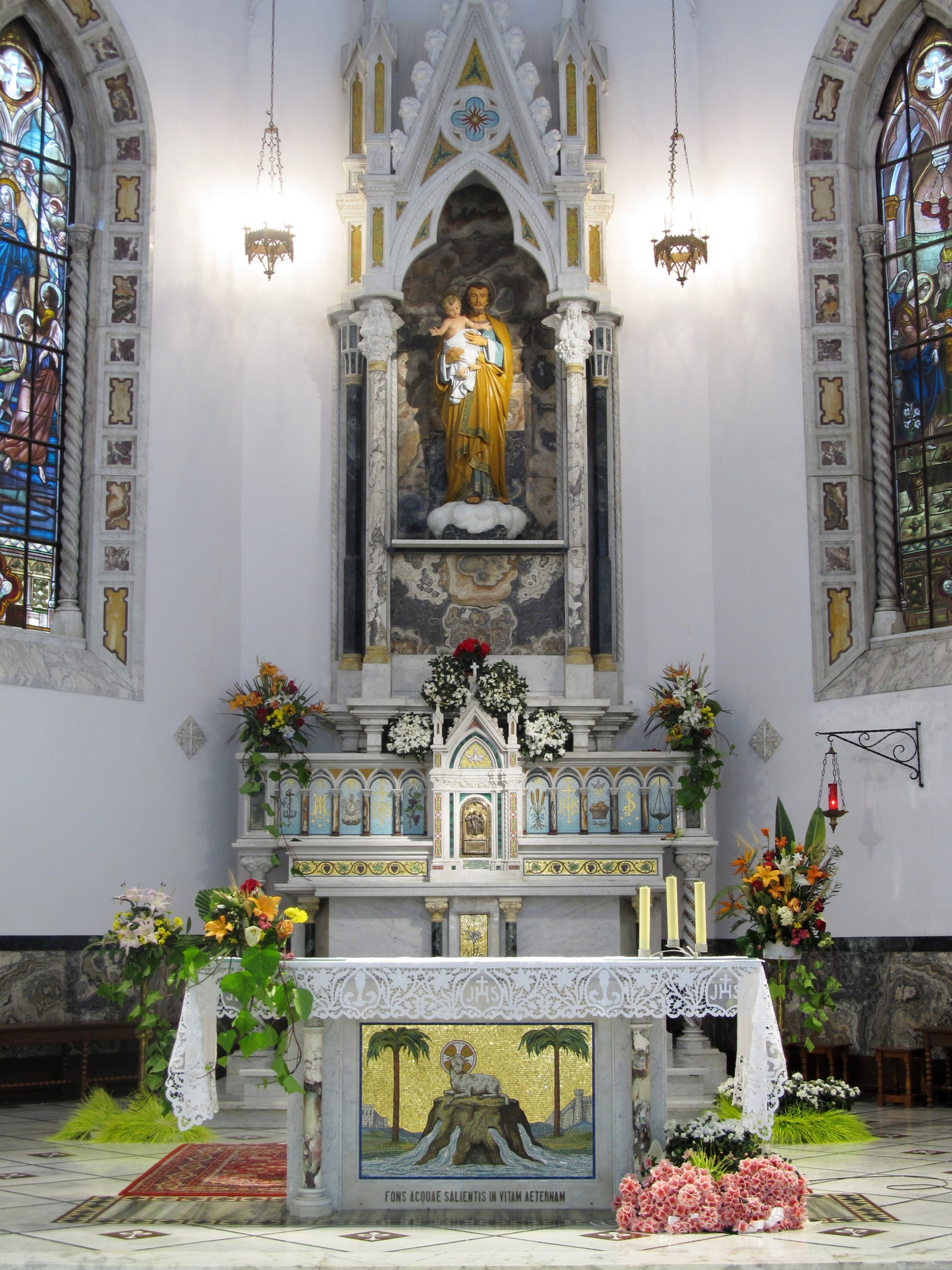
L'altare maggiore in marmo policromo
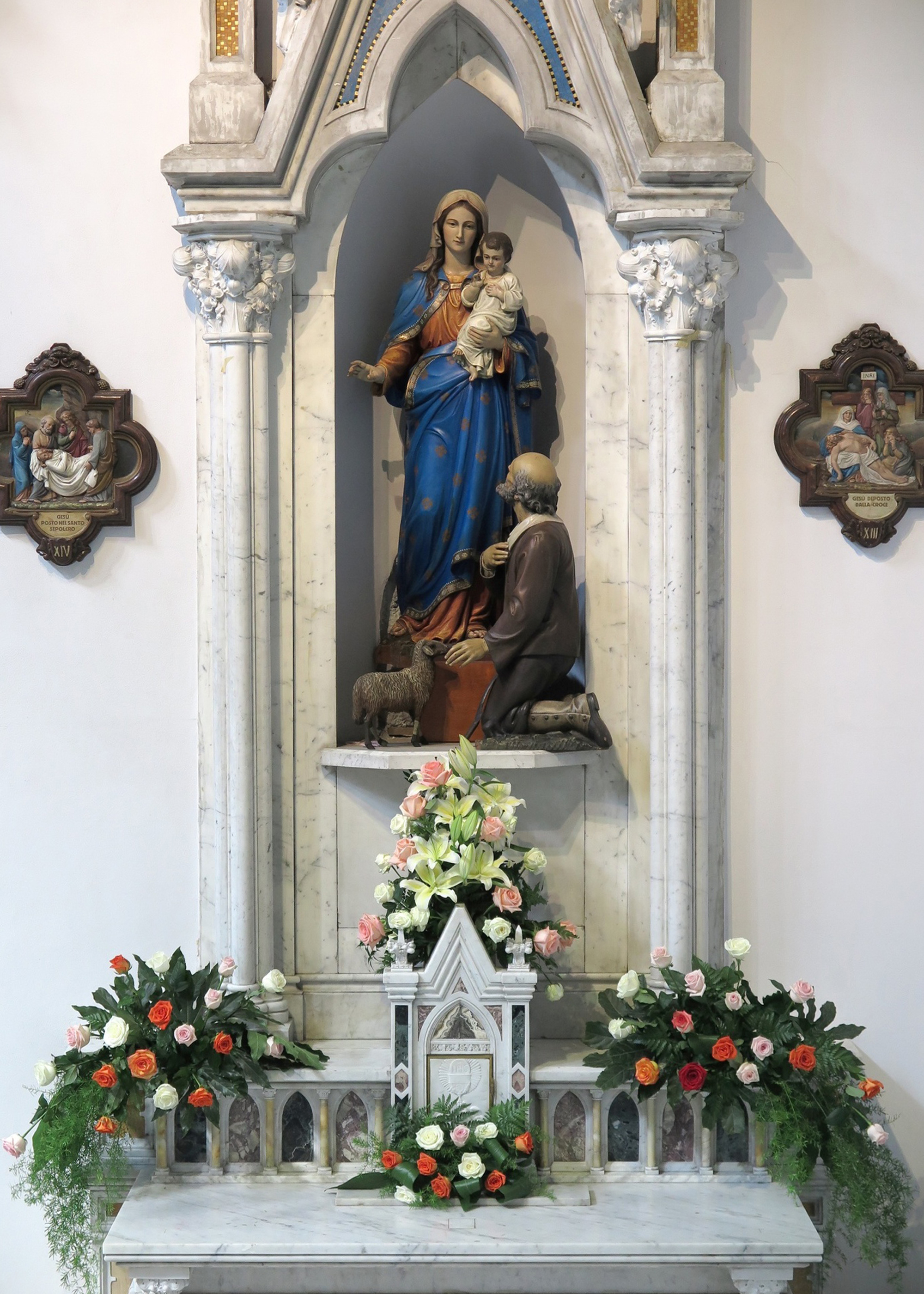
Altare laterale della Madonna della Guardia
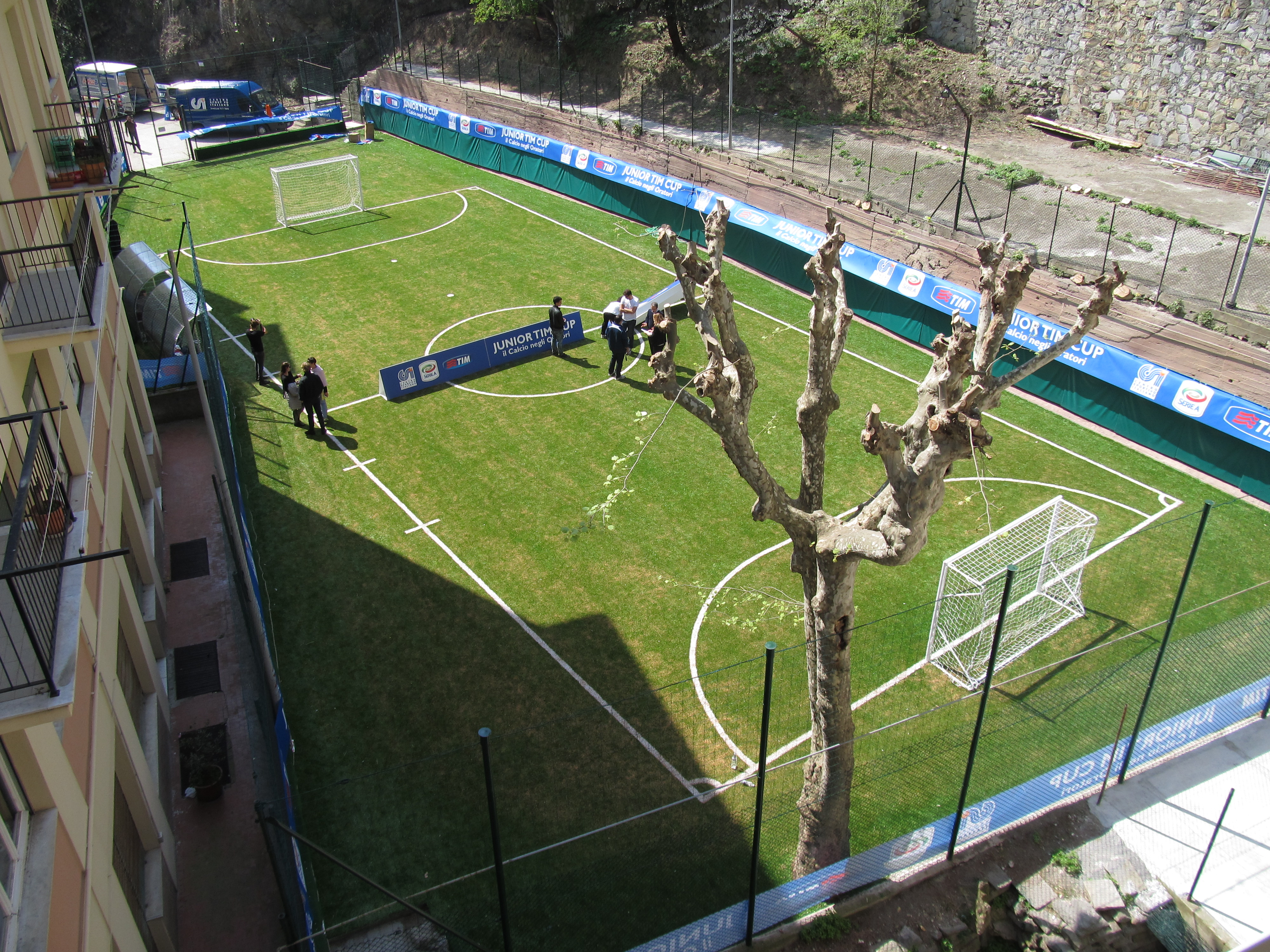
Il campetto da calcio afferente alla chiesa